# Nghiêm Vũ Khải
Nghiêm Vũ Khải (sinh năm 1953) là chính trị gia người Việt Nam. Ông từng là đại biểu Quốc hội Việt Nam khóa XIV, thuộc đoàn đại biểu thành phố Hải Phòng, Ủy viên Đảng đoàn, Phó Chủ tịch Liên hiệp các Hội khoa học và kỹ thuật Việt Nam, Chủ tịch Hội Hữu nghị Việt Nam-Azerbaijan, Ủy viên Ủy ban Khoa học công nghệ và môi trường của Quốc hội khóa 14. 

## Tiểu sử
Nghiêm Vũ Khải sinh ngày 20 tháng 9 năm 1953, người dân tộc Kinh, không theo tôn giáo nào, quê quán tại xã Thái Phúc, huyện Thái Thụy, tỉnh Thái Bình.
Nghiêm Vũ Khải tốt nghiệp Đại học Quốc gia Azerbaijan.
Ông có trình độ Tiến sĩ khoa học.
Ông là đảng viên Đảng Cộng sản Việt Nam, gia nhập đảng vào ngày 20 tháng 11 năm 1987, đã có bằng Cao cấp lí luận chính trị của đảng này.
Ông từng là đại biểu quốc hội Việt Nam khóa XI, thuộc đoàn đại biểu Hà Giang (đại biểu chuyên trách trung ương).
Từ 2007 đến 2011, ông là đại biểu Quốc hội Việt Nam khóa 12 chuyên trách trung ương thuộc đoàn đại biểu quốc hội tỉnh Điện Biên, Phó chủ nhiệm Uỷ ban Khoa học, Công nghệ và Môi trường của Quốc hội khóa 12, Thành viên Đoàn thư ký kỳ họp, có bằng Cao cấp lý luận chính trị đặc biệt (A6).
Nghiêm Vũ Khải là Đại biểu Quốc hội Việt Nam khóa 14 thuộc đoàn đại biểu thành phố Hải Phòng, Ủy viên Đảng đoàn, Phó Chủ tịch Liên hiệp các Hội khoa học và kỹ thuật Việt Nam, Chủ tịch Hội Hữu nghị Việt Nam-Azerbaijan, Ủy viên Ủy ban Khoa học công nghệ và môi trường của Quốc hội khóa 14.